# Жан-Габриэль Перьо
Жан-Габриэль Перьо (фр. Jean-Gabriel Périot; 1974, Беллак, Франция) — режиссёр экспериментального кино.

## Биография
Жил в Антибе, Ницце и Гваделупе перед тем, как переехал в Париж.
Он никогда не учился в киношколе, но во время работы в Центре Помпиду познакомился с монтажом и киноархивами.
Среди своих любимых режиссёров называет Дзигу Вертова, Михаэля Ханеке, Жана-Люка Годара и Ги Дебора.
Последние годы делит своё время между Парижем и Ниццой.

## Фильмография

### Полнометражные фильмы
- Наши поражения (2019)
- Летние огни (2017)
- Молодежь Германии (2015) (приз «Серебряный абрикос» за лучший документальный фильм Ереванского кинофестиваля)

### Короткометражные фильмы
- Немного радости в этой борьбе (2018)
- Песня для джунглей (2018)
- Если мы должны исчезнуть, то это будет без беспокойства, но мы будем бороться до конца (2014)
- МЫ СТАЛИ СМЕРТЬЮ (2014)
- Оптимизм (2013)
- День покорил ночь (2013)
- Дьявол (2012)
- Наши дни, безусловно, должны быть просвещены (2012)
- Смотря на мертвых (2011)
- Варвары (2010)
- Тонкое искусство избиения (2009)
- Между собаки и волками (2008)
- 200000 призраков (2007)
- В сумерках (2006)
- Даже если бы она была преступницей… (2006)
- Dies Irae (2005)
- Undo (2005)
- Мы выигрываем, не забывай (2004)
- 21.04.02 (2002)